# Zemene Mesafint
Die Zemene Mesafint (Äthiopisch: ዘመነ መሳፍንት zamana masāfint, modern zemene mesāfint, verschiedentlich übersetzt als: „Ära der Richter“, „Ära der Prinzen“ oder „Zeit der Prinzen“ usw.; und benannt nach dem Buch der Richter)
bezeichnet einen Abschnitt in der äthiopischen Geschichte, in dem das Land durch Konflikte zwischen verschiedenen Warlords gespalten war.
Der Kaiser von Äthiopien war zu einer Repräsentationsfigur herabgesetzt und auf die Hauptstadt Gonder beschränkt. Die gesellschaftliche und kulturelle Entwicklung stagnierte zu dieser Zeit und die Mächtigen nutzten oft religiöse Konflikte innerhalb der äthiopisch-orthodoxen Kirche oder zu den äthiopischen Muslimen als Vorwand für Kriege.
Der Anfang dieses Zeitraums wird für gewöhnlich mit dem Datum der Absetzung des Kaisers Joas I. durch Ras Mikael Sehul (7. Mai 1769) gleichgesetzt. Der Sieg Kassas über seine Gegner und die anschließende Krönung als Kaiser Theodor II. am 11. Februar 1855 beendet diese Periode. Einige Historiker betrachten die Ermordung Iyasus I. (13. Oktober 1706) und den anschließenden Verfall des Ansehens der Dynastie als den Beginn der Ära. Wieder andere datieren diesen Zeitpunkt auf den Amtsantritt Joas am 26. Juni 1755.
Zu Beginn des 18. Jahrhunderts begann der Adel nach und nach seine Position auszunutzen und in die Erbfolge der Dynastie einzugreifen, indem er Kandidaten aus den eigenen Reihen zu Kaisern emporhob. Nach dem Tod des Kaisers Theophilus fürchtete der äthiopische Hochadel, dass sich die ewigen Rachefeldzüge der Regierungszeiten Theophilus’ und Tekle Haymanots fortsetzten, falls ein Mitglied der Salomoniden-Dynastie auf den Thron gelänge. Sie wählten daher einen der ihren, Yostos, als negusa nagast. Dessen Amtszeit war jedoch von kurzer Dauer und der Thron gelangte abermals in die Hände des Solomonischen Hauses.

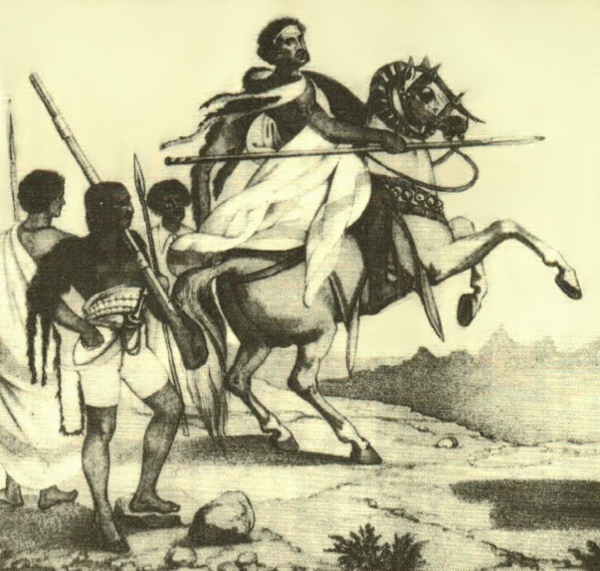
Äthiopische Krieger aus der Frühphase des Zemene Mesafint (Ca. 1770).

Die Herrschaft Iyasus II. brachte das Kaiserreich ein weiteres Mal in Unheil. Bereits als Kind bestieg er den Thron, wodurch seine Mutter, Kaiserin Mentewab, eine wesentliche Rolle als Regentin spielen sollte. Mentewab ließ sich selbst als zweiter Herrscher krönen und wurde so zur ersten Frau in der äthiopischen Geschichte, die auf diese Weise gekrönt wurde. Außerhalb der Hauptstadt Gonder litt das Kaiserreich unter regionalen Konflikten zwischen Völkern, die schon seit Jahrhunderten Teil des Reichs waren: die Agau, Amharen, Schoa, Tigray sowie die neu hinzugekommenen Oromo. Mentewab bemühte sich die Verbindung zwischen der Monarchie und den Oromo zu stärken, indem sie ihren Sohn mit der Tochter eines Oromo-Häuptlings aus Yejju verheiratete. Dieser Schritt ging letztlich jedoch nach hinten los.
Als sie auch nach dem Tod ihres Sohns 1755, während der Herrschaft ihres Enkels Joas, die Rolle der Regentin behalten wollte, geriet sie in Konflikt mit Iyasus Witwe, Wubit (Welete Bersabe), die ihrerseits Ansprüche auf diese Rolle anmeldete. Als Joas nach dem plötzlichen Tod seines Vaters den Thron bestieg, war der Erbadel von Gonder verblüfft, da dieser es vorzog Oromo zu sprechen anstatt amharisch. Sie zogen daher die Verwandten seiner Mutter aus Yejju den Qwaran seiner Großmutter vor. Als Erwachsener verstärkte Joas diese Begünstigungen der Oromo. Nach dem Tod des Ras von Amhara versuchte er seinen Onkel zum Gouverneur jener Provinz zu machen. Der daraufhin einsetzende Aufschrei veranlasste seinen Berater Walda Nul dazu ihn umzustimmen.
Der Konflikt zwischen den beiden Königinnen ließ Mentewab ihre Verwandten und bewaffneten Verbündeten zur Unterstützung aus Qwara nach Gonder holen. Wubit ihrerseits rief ihre Oromo-Verwandten und -Streitkräfte herbei. Aus Furcht vor einer kriegerischen Auseinandersetzung beriefen die Adligen den mächtigen Ras Mikael Sehul als Vermittler zwischen den beiden Lagern. In geschickter Weise gelang es ihm die beiden Kräfte ins Abseits zu befördern und selbst Ansprüche auf die Macht zu stellen. Mikael wurde bald darauf Führer des christlichen Lagers der Amharen und Tigray.
Die Amtszeit Joas war geprägt vom Kampf zwischen dem mächtigen Ras Mikael Sehul und den Oromo aus der Familie Joas. Dieser hatte eine leere kaiserliche Schatzkammer geerbt und war daher sehr stark von seinen Beziehungen zu den Oromo abhängig. Je stärker er sich an die Führer der Oromo wie Fasil annäherte, umso mehr verschlechterten sich seine Beziehungen zu Mikael Sehul. Schließlich entthronte Mikael Sehul den Kaiser Joas am 7. Mai 1769. Eine Woche später ließ er ihn ermorden. Die genauen Umstände seines Todes sind umstritten, nicht jedoch das Ergebnis: Zum ersten Mal in der Geschichte Äthiopiens hatte ein Kaiser seinen Thron nicht durch natürlichen Tod, Tod in einer Schlacht oder freiwilligen Verzicht verloren. Von da an fiel das Kaiserreich immer mehr in die Hände des Hochadels und der militärischen Feldherren. Aufgrund seiner Auswirkungen wird die Ermordung Joas gewöhnlich als Beginn der Ära der Prinzen angesehen.
Ein alternder und schwacher Großonkel wurde als Kaiser Yohannes II. eingesetzt. Bald darauf ließ Ras Mikael diesen ermorden und der minderjährige Tekle Haymanot II. gelangte auf den Thron. Mikael Sehul unterlag in der Schlacht von Sarbakusa dem Dreigestirn bestehend aus Fasil, Goshu von Amhara und Wand Bewossen von Begemder, welches seinen eigenen Kaiser auf dem Thron platzierte. Aufgrund ständiger Verschiebungen im Machtgefüge jener Zeit folgten weitere Kaiser in ständiger Folge. Tekle Giyorgis I. von Amhara ist dafür bekannt ganze sechs Mal den Thron bestiegen zu haben und auch sechs Mal abgesetzt worden zu sein. Ein weiteres Mitglied der Dynastie, Demetrius, wurde gegen seinen Willen in den kaiserlichen Palast gezerrt um als Repräsentationsfigur zu dienen.
In der Zwischenzeit war Amha Iyasus von Schoa (1744–1775) damit beschäftigt sein Königreich zu festigen. Er gründete Ankober und hielt sich klugerweise aus den endlosen Kämpfen heraus. Seine Nachfolger taten es ihm bis ans Ende des Königreichs gleich.
Die ersten Jahre des 19. Jahrhunderts wurde durch heftige Kämpfe zwischen Ras Gugsa aus Begemder und Ras Wolde Selassie aus Tigray gestört, die um die Kontrolle über den Marionetten-Kaiser Egwale Seyon fochten. Wolde Selassie ging schließlich als Sieger hervor und regierte faktisch das gesamte Land bis zu seinem Tod 1816 im Alter von 80 Jahren. Dejazmach Sabagadis aus Agame folgte Wolde Selassie 1817 im Amt nach und wurde Machthaber in Tigre.
Der andauernde Bürgerkrieg isolierte Äthiopien vollständig, und nur sehr wenige europäische Reisende drangen in dieses Gebiet vor. Darunter war der französische Arzt C. J. Poncet, der 1698 über Sannar und den Blauen Nil ins Land gelangte. Nach ihm kam James Bruce 1769 ins Land um die Quellen des Nils zu entdecken, von denen er annahm, sie lägen in Äthiopien. Dementsprechend verließ er im September 1769 Massawa und reiste über Axum nach Gonder, wo er durch den Kaiser Tekle Haymanot II. freundlich empfangen wurde. Bruce verließ Äthiopien 1772 über Sennar und den Nil.
Das Ende der Zemene Mesafint bahnte sich mit dem Aufstieg Kassa Hailus, des späteren Kaisers Theodor II., an. Anfänglich war dieser kaum mehr als ein Bandit. Kassa gelang es jedoch die Kontrolle über eine der äthiopischen Provinzen, Dembiya, zu erlangen. Nach einer Reihe weiterer Schlachten, beginnend mit der Schlacht von Gur Amba (27. September 1852) bis hin zur Schlacht von Derasge (1855), erlangte er die Macht über das gesamte Land. Die Rückkehr der Kontrolle über ganz Äthiopien in die Hände eines Kaisers beendete die Zemene Mesafint und bildet den Anfang der Geschichte des modernen Äthiopiens.

## Weiterführende Literatur
- Mordechai Abir: The Era of the Princes: the Challenge of Islam and the Re-unification of the Christian empire, 1769-1855. Longmans, London 1968.